# Стюарт Лі
Стюарт Ґрехем Лі (англ. Stewart Graham Lee; нар. 5 квітня 1968) — англійський стенд-ап комік, письменник, режисер та музикант. У середині 1990-х він з Річардом Геррінгом організував радіо-дует «Лі та Геррінг», за що Лі й став відомим. Був співавтором сценарію та співрежисером бродвейського хіта «Джеррі Спрінґер: Опера» (англ. Jerry Springer: The Opera), який розкритикували християнські общини, що організовували акції протесту. Після повернення на телебачення, завдяки BBC та Channel 4, Лі повернув собі аудиторію і репутацію антипопулістського коміка.

## Вибрані праці

### Книжки
- Fist of Fun (у співавторстві з Річардом Геррінгом)
- The Perfect Fool (новела)
- Sit-Down Comedy
- More Trees to Climb by Ben Moor (передмова)
- Death To Trad Rock by John Robb (передмова)
- The Wire Primers: A Guide to Modern Music (chapter on The Fall)
- How I Escaped My Certain Fate – The Life and Deaths of a Stand-Up Comedian
- The 'If You Prefer a Milder Comedian, Please Ask For One'
- TV Comedian (заплановано на березень 2017)

### DVD-релізи стенд-апів
| Оригінальна назва                                   | Назва українською                               | Дата виходу |
| --------------------------------------------------- | ----------------------------------------------- | ----------- |
| Stand Up Comedian                                   | Стенд-ап комік                                  | 2005        |
| 90s Comedian                                        | Комік з 90-х                                    | 2006        |
| 41st Best Stand Up Ever                             | 41-ий найкращий стенд-ап комік в історії        | 2008        |
| If You Prefer a Milder Comedian, Please Ask for One | Якщо ваш комік занадто міцний, вимагайте заміну | 2010        |
| Carpet Remnant World                                | Світ залишків килимів                           | 2012        |

### Телерелізи
| Оригінальна назва                              | Назва українською                        | Дата виходу |
| ---------------------------------------------- | ---------------------------------------- | ----------- |
| Stewart Lee's Comedy Vehicle – Series One      | Рушій комедії Стюарта Лі (перший епізод) | 2009        |
| Stewart Lee's Comedy Vehicle – Series Two      | Рушій комедії Стюарта Лі (другий епізод) | 2011        |
| Fist of Fun – Series One                       | Жменя сміху (перший епізод)              | 2011        |
| Fist of Fun – Series Two                       | Жменя сміху (другий епізод)              | 2012        |
| The Alternative Comedy Experience – Season One | Альтернативна комедія (перший сезон)     | 2013        |
| Stewart Lee's Comedy Vehicle – Series Three    | Рушій комедії Стюарта Лі (третій епізод) | 2014        |
| The Alternative Comedy Experience – Season Two | Альтернативна комедія (другий сезон)     | 2014        |

### Аудіорелізи
- 90s Comedian [2007]
- Pea Green Boat [2007]
- 41st Best Stand Up Ever [2008]
- What Would Judas Do? [2009]
- The Jazz Cellar Tape [2011]
- Evans The Death featuring Stewart Lee [2012] – Crying Song (B-side to Catch Your Cold)
- John Cage – Indeterminacy – Steve Beresford, Tania Chen, and Stewart Lee [2012]